# 北朝鮮タンクローリー不正輸出事件
北朝鮮タンクローリー不正輸出事件（きたちょうせんタンクローリーふせいゆしゅつじけん）とは、2009年5月19日に弾道ミサイルの移動式発射台などに転用可能な大型タンクローリーを不正に北朝鮮に輸出したとして、兵庫県警察本部外事課が、京都府舞鶴市の中古車販売会社「盛田忠雄」の社長、（韓国籍）を、外国為替及び外国貿易法違反で逮捕した事件。輸出の認められるホワイト国経由の北朝鮮向けの不正輸出の摘発は全国初の事件とされている。

## 事件の概要
社長は、北朝鮮平壌の商社である「朝鮮白虎7貿易会社」から電子メールで注文を受け、仲介役の中華人民共和国大連市の貿易会社を通じ、2008年1月17日に神戸税関六甲アイランド出張所長に対し、規制対象外の大韓民国に輸出するなどと虚偽の申告を行い、1月28日に神戸港から国産（日産ディーゼルと日野自動車）中古タンクローリー2台を、実体のない韓国の運送会社への輸出とみせかけて「朝鮮白虎7貿易会社」に向けて、不正に輸出したとされている。毎日新聞によると、北朝鮮に運ばれる直前に、釜山港の税関で北朝鮮向けの「通過貨物」として申請されたが却下されたとしている。韓国の荷受先関係者は「（容疑者から）2台を北朝鮮に送るよう指示された」と説明しているという。
大型トラックは、輸送起立発射機（通称、TEL）と呼ばれる弾道ミサイルの移動式ランチャーに改造することも可能で、大量破壊兵器の開発等に用いられるおそれの強い貨物リストとして経済産業省がキャッチオール規制の対象として指定する懸念品目リストに記載されている。また、朝鮮白虎7貿易会社は大量破壊兵器や弾道ミサイル開発などの懸念が残る海外企業として、経済産業省のリストに掲載されている。朝鮮人民軍直轄下で2,000～3,000人が活動している。 
6月5日、神戸税関は社長および経営の株式会社盛田忠雄を、関税法違反容疑で神戸地方検察庁に告発した。 

社長は、6月9日に国連安全保障理事会決議で禁止された「ぜいたく品」など、北朝鮮に不正輸出した容疑で再逮捕された。

北朝鮮は、2009年4月に人工衛星のロケット打ち上げを名目に発射試験を行い、5月には核実験と弾頭ミサイル発射を行った。産経新聞は、社説「主張」において、北朝鮮がミサイル発射や核実験を強行している中で、改めて日本からの関連技術が北朝鮮に流出していないかのチェックが必要だとし、「迂回ルート」による不正輸出にも厳しい目を光らせる必要があると主張した。
なお、容疑者は在日韓国人で、読売新聞などは国籍と実名（本名）を報じたが、朝日新聞は通名のみを報じた。